# Balogh Andor (lelkész)
Balogh Andor, Balog (Berekböszörmény, 1888. január 26. – 1946 után) magyar református lelkész.

## Életpályája
Szülei: Balog Ambrus református lelkész és Nagy Emma. Középiskolai tanulmányait Békésen és Hódmezővásárhelyen végezte el. 1907-ben érettségizett, majd Debrecenben tanult teológiát. 1912-ig Aradon, 1914-ig pedig Sarkadon volt segédlelkész. 1914. november 1. és 1932. szeptember 5. között Csengerújfalu lelkésze volt. 1932. szeptember 6-tól Berekböszörmény lelkipásztora volt.
Aktívan részt vett az iskolán kívüli népművelésben.

## Családja
Felesége Nyiry Margit volt. Három gyermekük született: Ambrus (1915–1978), Emma és Margit. 